# GFA League First Division 1995/96
Die Saison 1995/1996 der GFA League First Division, der gambischen Fußballmeisterschaft, wurde 1996 beendet. Die Meisterschaft gewann die Hawks Banjul, nach der Saison 1992/93 war es das zweite Mal, dass der Verein den Titel gewinnen konnte.
Es spielten zehn Mannschaften in einer Hin- und Rückrunde um den Titel, so dass für jede Mannschaft 18 Spiele angesetzt waren. Aus der GFA League Second Division sind zuvor die zwei Mannschaften Saraba Football Club und Starlight Gunners aufgestiegen und zur Liga dazu gestoßen. Am Saisonende mussten die beiden Tabellenletzten Flamemins Football Club und Saraba Football Club in die Second Division absteigen.
Eine Abschlusstabelle ist nicht belegt.

## Beteiligte Vereine
Alphabetisch sortiert
1. FC Armed Forces
2. Flamemins FC
3. Hawks Banjul
4. Mass Sosseh
5. Real de Banjul
6. Sait Matty FC
7. Saraba FC
8. Starlight Gunners
9. Steve Biko FC
10. Wallidan Banjul